# Benedita Bicudo Varela Lessa
Benedita Bicudo Varela Lessa, viscondessa de Paraibuna (Pindamonhangaba, 12 de maio de 1822 — Pindamonhangaba, 13 de dezembro de 1906) foi uma nobre brasileira.
Filha de Inácio Bicudo de Siqueira Marcondes e Francisca Salgado, foi casada com Custódio Gomes Varela Lessa, barão de Paraibuna, ficando viúva aos 33 anos, em 31 de agosto de 1855.
Foi agraciada com o título de viscondessa pela Princesa Isabel, em 18 de agosto de 1887, aos 65 anos.

## Ligação externa
- Página de A Nobreza Brasileira de A a Z